# Município de Scioto (condado de Pickaway, Ohio)
O município de Scioto (em inglês: Scioto Township) é um município localizado no condado de Pickaway no estado estadounidense de Ohio. No ano de 2010 tinha uma população de 9.933 habitantes e uma densidade populacional de 85,29 pessoas por km².

## Geografia
O município de Scioto encontra-se localizado nas coordenadas 39° 46′ 08″ N, 83° 04′ 29″ O. Segundo o Departamento do Censo dos Estados Unidos, o município tem uma superfície total de 116.46 km², da qual 114,89 km² correspondem a terra firme e (1,35 %) 1,57 km² é água.

## Demografia
Segundo o censo de 2010, tinha 9.933 habitantes residindo no município de Scioto. A densidade populacional era de 85,29 hab./km². Dos 9.933 habitantes, o município de Scioto estava composto pelo 83,3 % brancos, o 14,42 % eram afroamericanos, o 0,26 % eram amerindios, o 0,7 % eram asiáticos, o 0,49 % eram de outras raças e o 0,83 % eram de uma mistura de raças. Do total da população o 1,67 % eram hispanos ou latinos de qualquer raça.